# Данієль Пласа
Данієль Пласа (ісп. Daniel Plaza; нар. 3 липня 1966, Барселона, Іспанія) — іспанський легкоатлет, що спеціалізується на спортивній ходьбі, олімпійський чемпіон 1992 року.

## Кар'єра
| Рік                 | Змагання            | Місто                | Місце               | Дисципліна          | Примітки            |
| Представник Іспанія | Представник Іспанія | Представник Іспанія  | Представник Іспанія | Представник Іспанія | Представник Іспанія |
| ------------------- | ------------------- | -------------------- | ------------------- | ------------------- | ------------------- |
| 1988                | Олімпійські ігри    | Сеул, Південна Корея | 12                  | ходьба на 50 км     | 1:21:53             |
| 1990                | Чемпіонат Європи    | Спліт, Югославія     | 2                   | ходьба на 20 км     | 1:22:22             |
| 1992                | Олімпійські ігри    | Барселона, Іспанія   | 1                   | ходьба на 20 км     | 1:21:45             |
| 1993                | Чемпіонат світу     | Штутгарт, Німеччина  | 3                   | ходьба на 20 км     | 1:23:18             |
| 1994                | Чемпіонат Європи    | Гельсінкі, Фінляндія | —                   | ходьба на 20 км     | DSQ                 |
| 1996                | Олімпійські ігри    | Лос-Анджелес, США    | 11                  | ходьба на 20 км     | 1:22:05             |